# Проросійські виступи у Харкові (2014)
Проросійські виступи у Харкові 2014 — акції проросійських активістів, прихильників федералізації та приєднання Харківської області до Росії (сепаратистів) у місті Харкові, складова частина кризи на сході України 2014 року.
Перша акція сепаратистів відбулась 23 лютого 2014 року, коли вони організувалися задля захисту пам'ятника Леніну та встановили біля нього наметове містечко, що завершилося 1 березня 2014 року тимчасовим захоплення будівлі Харківської обласної державної адміністрації та побиттям харківських євромайданівців, які мали там свій штаб. Друга хвиля акцій сталась на початку квітня під час другого захоплення будівлі Харківської ОДА та проголошення «Харківської народної республіки», прихильників якої зачистили звідти спецпідрозділи МВС України.
З середини травня 2014 року акції сепаратистів у Харкові пішли на спад і згодом припинилися.

## Хід подій

### З'їзд у Палаці Спорту 22 лютого 2014 року
22 лютого у Палаці Спорту відбувся з'їзд депутатів обласних рад від «Партії регіонів». Його мав очолити Віктор Янукович, який вже приїхав до Харкова, але в останній момент відмовився від цієї ідеї та покинув місто. До Харкова приїхали, а також були звезені, за деякими оцінками, близько 3 тисяч прихильників Януковича, делегати були, в тому числі з фракцій «Партії регіонів», які на той момент мали більшість у всіх обласних радах сходу та півдня України. З'їзд «Українського Фронту» розпочався о 13:00. Біля Палацу Спорту було встановлено сцену «Антимайдану», під якою зібрались понад 1000 бюджетників та привезених з Донеччини та Луганщини шахтарів.
Навпроти них зібрався кількатисячний мітинг прихильників Євромайдану.
Після своїх виступів обоє Геннадій Кернес та Михайло Добкін покинули межі України[джерело?]. З'їзд, по факту, завершився без результатів, на які розраховували проросійські сили.
Після його завершення багатотисячна колонна Євромайдану рушила на майдан Свободи, де ініціювала демонтаж пам'ятника Леніну, проте так і не зробила цього в той день.
Ближче до ночі до пам'ятника почали сходитись представники проросійських організацій для його захисту, а представники «Оплоту» атакували активістів Євромайдану, які були в ХОДА.
Вночі біля пам'ятника Леніну розпочалось чергування прихильників збереження пам'ятника[джерело?].

### Мітинги «захисників пам'ятника Леніну» наприкінці лютого 2014 року
23 лютого — вранці біля пам'ятника Леніну зібралась ще більша кількість представників проросійських організацій та прихильників збереження пам'ятника.
Пам'ятник було огороджено металевим парканом та вивішено велику георгіївську стрічку. Цього ж дня міський голова Геннадій Кернес повернувся до Харкова та пішов спілкуватись з представниками Антимайдану.
24 лютого — прихильники проросійських організацій продовжили чергування під пам'ятником Леніну. Ввечері вони вчинили напад на кількох активістів Євромайдану.
25 лютого — антимайдан побудував наметове містечко біля пам'ятника Леніну, також вони розгорнули польову кухню та збирали підписи проти знесення пам'ятника.
26 лютого декілька сотень проросійських активістів пікетували сесію Харківської міської ради. Учасники мітингу вимагали те, щоб активісти Євромайдану покинули будівлю Харківської ОДА, а прапор ЄС біля міської ради зняли та повісили російський. Після перемовин між представниками проросійських організацій та міським головою прапор Росії було знято.
27—28 лютого біля пам'ятника Леніну продовжувалось чергування представниками проросійських рухів.

### 1 березня. Штурм Харківської ОДА

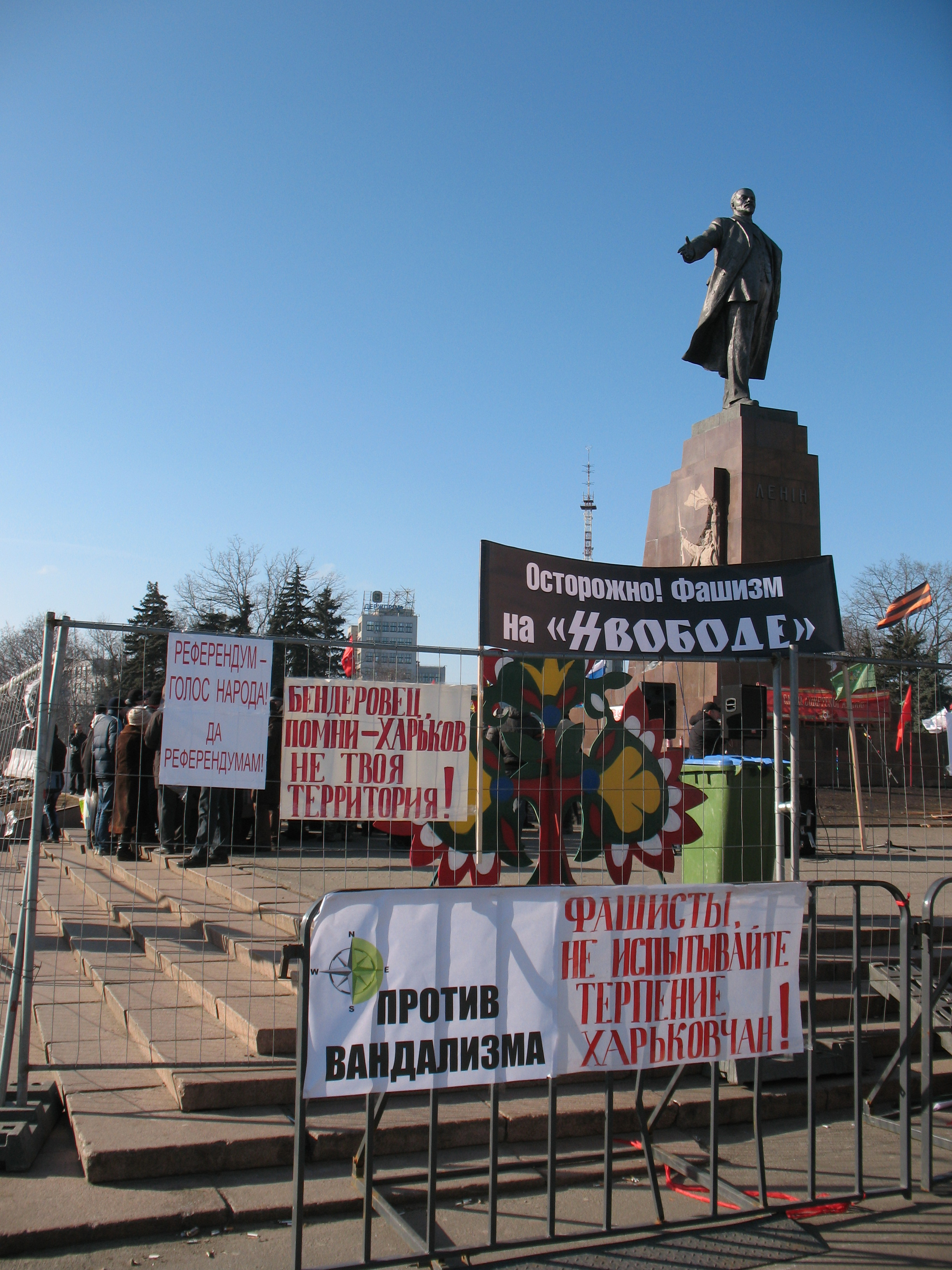
Проросійські виступи в Харкові

1 березня 2014 року у Харкові з ініціативи мера Геннадія Кернеса на площі Свободи було проведено «мирний мітинг патріотично налаштованих харків'ян» «За Харків». Перед людьми з російськими прапорами виступали сам мер Геннадій Кернес та колишній голова Харківської ОДА Михайло Добкін. По закінченні мітингу між учасниками заходу та активістами харківського Євромайдану сталася сутичка, у ході якою учасниками бійки використовувалися палиці та сльозогінний газ, після чого прихильники Кернеса розпочали штурм будівлі Харківської облдержадміністрації, контрольованої представниками Самооборони Майдану та «Правого сектора».
Активісти Євромайдану перший натиск учасників мітингу «За Харків» відбили, однак пізніше проросійсько-налаштовані активісти захопили будівлю, де побили опонентів, котрих виводили під зневажливі вигуки натовпу, змушуючи активістів ставати на коліна. Під час штурму були чутні постріли, над активістами Євромайдану, котрі захищали обласну адміністрацію, чинили самосуд; у результаті за повідомленням Харківської міської ради постраждали 97 осіб: 76 з них було доставлено до лікарень швидкої та невідкладної допомоги, а саме до обласної лікарні. Серед постраждалих був український письменник Сергій Жадан, який отримав струс мозку та розсічення голови, можливий перелом носа. Про деталі свого побиття письменник повідомив на своїй сторінці у соціальній мережі Facebook:
|  | Друзі, зі мною все гаразд. Два розсічення на голові, розсічена брова, струс мозку, підозра на перелом носа. Били бітами ззаду по голові. Нападали виключно зграєю. На вимогу стати на коліна — послав на х*й. Витягла міліція. Геннадію Адольфовичу, то як там із миром та спокоєм у регіоні? Михайле Марковичу, в президенти якої саме країни ви станете балотуватись? Арсене Борисовичу — що там у нас із внутрішніми органами? Багатьом харківським підліткам їх сьогодні відбивали громадяни РФ. І головне — коли ви всі сядете? Харків'яни, я вас люблю. Не бійтесь їх — не можна зламати того, хто не боїться. |

Після захоплення держустанови на даху будівлі адміністрації український прапор було зірвано і встановлено російський. За повідомленням ЗМІ, прапор Росії встановив заїжджий мешканець Москви. Надвечір російський прапор з будівлі облдержадміністрації прибрали. Проросійські активісти закликали також іти людям до бійцівського клубу «Оплот», приміщення якого 28 лютого зайняли активісти «Правого сектора», зокрема представники організації «Патріот України» та Соціал-Національної Асамблеї.
Під час сутичок та штурму Харківської ОДА співробітники правоохоронних органів не чинили активних дій: штурм установи не було попереджено та не було вжито жодних заходів з метою припинення сутичок. Співробітники органів внутрішніх справ лише унеможливлювали спроби подальшого самосуду над побитими активістами Євромайдану, виводячи їх від будівлі ОДА. Мер Харкова Геннадій Кернес заявив, що бійку спровокували активісти Євромайдану, котрі кинули у натовп вибуховий пакет або гранату, однак журналісти, що були свідками подій, заперечили таку інформацію.

мапа-схема основних подій в Харкові навесні 2014

### Бій на Римарській
У ніч із 14 на 15 березня відбулося протистояння на вулиці Римарській, у ході якого озброєні вогнепальною зброєю члени організації «Оплот» спробували взяти штурмом приміщення штабу «Правого сектора» та офісу організації «Просвіта», з вікон другого поверху в їхній бік полетіли пляшки з горючою сумішшю («Коктейль Молотова») та світло-шумові гранати. Після цього почалася стрілянина з вогнепальної зброї як з боку нападників, так і з боку осіб, що оборонялися. Обидві сторони конфлікту мали значні запаси вогнепальної зброї і активно її застосовували, в результаті зав'язався запеклий бій. Членам «Правого сектора» вдалося захистити будівлю, а сепаратисти були змушені відступити після приїзду на місце події Міського голови Харкова Геннадія Кернеса та керівництва міської міліції разом із силами міліцейського спецназу. В результаті конфлікту двоє учасників нападу загинули, п'ятеро чоловік отримали поранення.

### Сутички 6 квітня
6 квітня близько тисячі представники проросійських організацій пікетували консульства Польщі та Росії, після чого розійшлися різними вулицями до центра міста, де на площі Свободи одночасно пройшли 2 мітинги за федералізацію України. На противагу проросійським мітингам біля пам'ятника Шевченку активісти Євромайдану провели антивоєнне віче та музичний концерт.
Під час ходи біля пам'ятника Тарасові Шевченку двоє невідомих повідомили учасникам маршу про те, що біля театру Шевченка перебувають бійці «Правого сектора», через що сталася сутичка. На вулиці Сумській на близько 30 активістів Євромайдану напала колона прихильників відокремлення області від України. Правоохоронці оточили кільцем євромайданівців, за допомогою бійців спецпідрозділу «Грифон» їх було заведено до службового автомобілю, який був заблокований учасниками проросійського мітингу. Частину євромайданівців вдалося вивезти, іншу частину правоохоронці відвели на безпечну відстань. Проросійські активісти змусили учасників антивоєнного віча повзти на колінах «коридором ганьби».

### Проголошення «Харківської народної республіки»

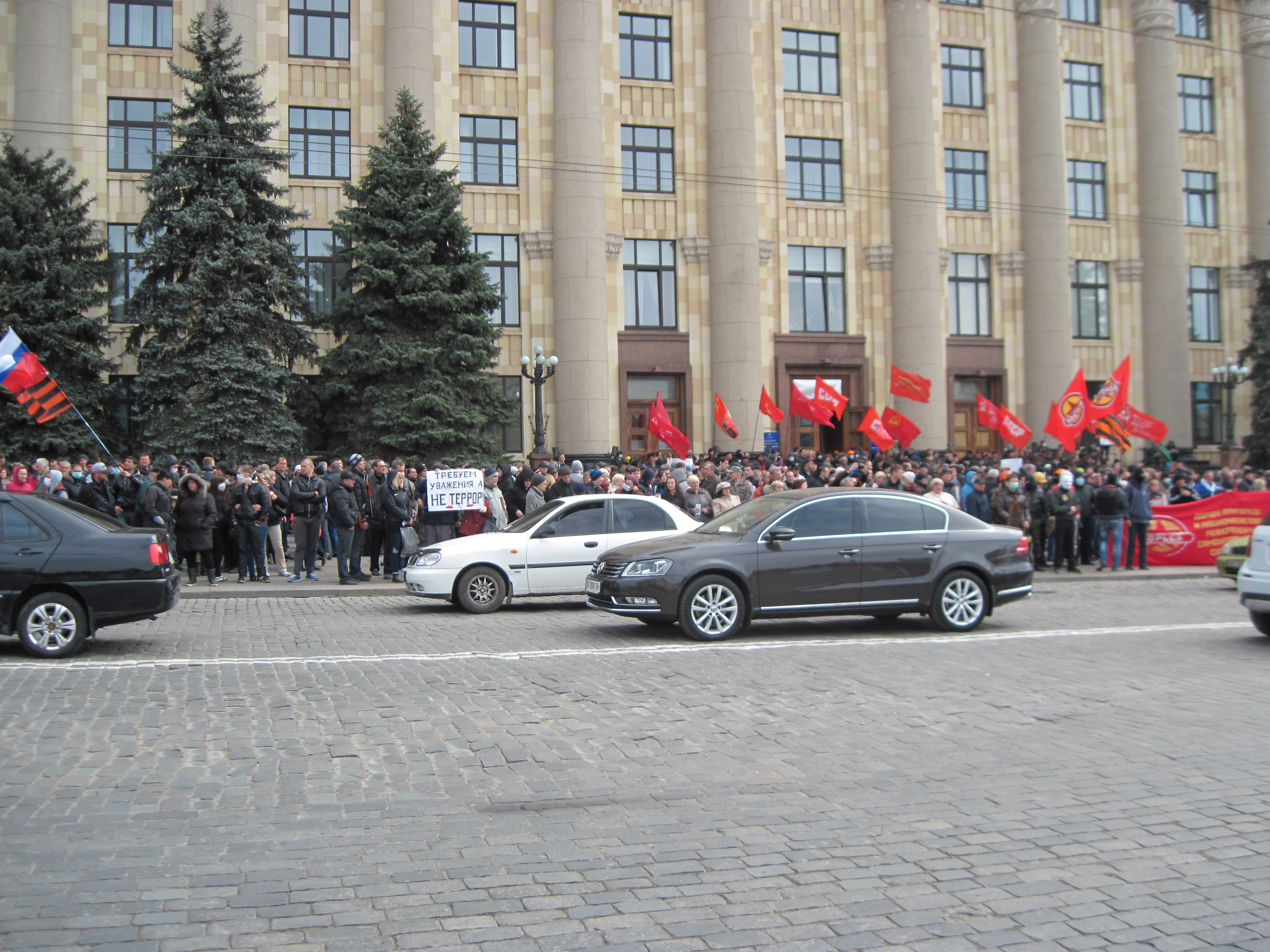
Захоплена російськими найманцями і проросійськими громадянами України Харківська ОДА. 7 квітня 2014

Увечері під будівлею Харківської ОДА зібралося близько 2 тисяч проросійсько налаштованих мітингарів, які закликали «підтримати Луганськ і Донецьк», де напередодні сталися захоплення адміністративних будівель. Демонстранти прорвали кордон з 200 міліціонерів та прорвалися у середину адміністрації, частина міліціонерів, що залишили позиції аплодувала штурмовикам. Знімальна група каналу «Україна», яка намагалася здійснити пряме включення з місця події, покинула площу через загрозу власній безпеці.

Прапор «ХНР»

Вранці 7 квітня, на площу Свободи вийшло понад 1000 харків'ян з протестом проти захоплення ОДА. Напередодні міністр внутрішніх справ України Арсен Аваков повідомив про звільнення приміщення ОДА від демонстрантів, проте містяни і ЗМІ спростували цю інформацію. Мер Харкова Геннадій Кернес провів зустріч з демонстрантами, на якій відкинув можливість проведення референдуму щодо федералізації Харківської області, оскільки для його проведення відсутнє «законне підґрунтя», натомість запропонував провести соціологічне опитування. Крім того, Харківська обласна рада погодилась провести позачергову сесію, на якій буде розглянуто вимоги активістів. На площі Свободи сталася сутичка між проукраїнськими та проросійськими активістами, які намагалися витіснити проукраїнський мітинг за межі майдану. У результаті частина учасників мітингу сховалася у саду Шевченка, інша частина — у кафе поблизу місця події; у ході сутички 2 осіб зазнали травм голови. Загалом під час сутичок 7 квітня постраждало 32 особи.

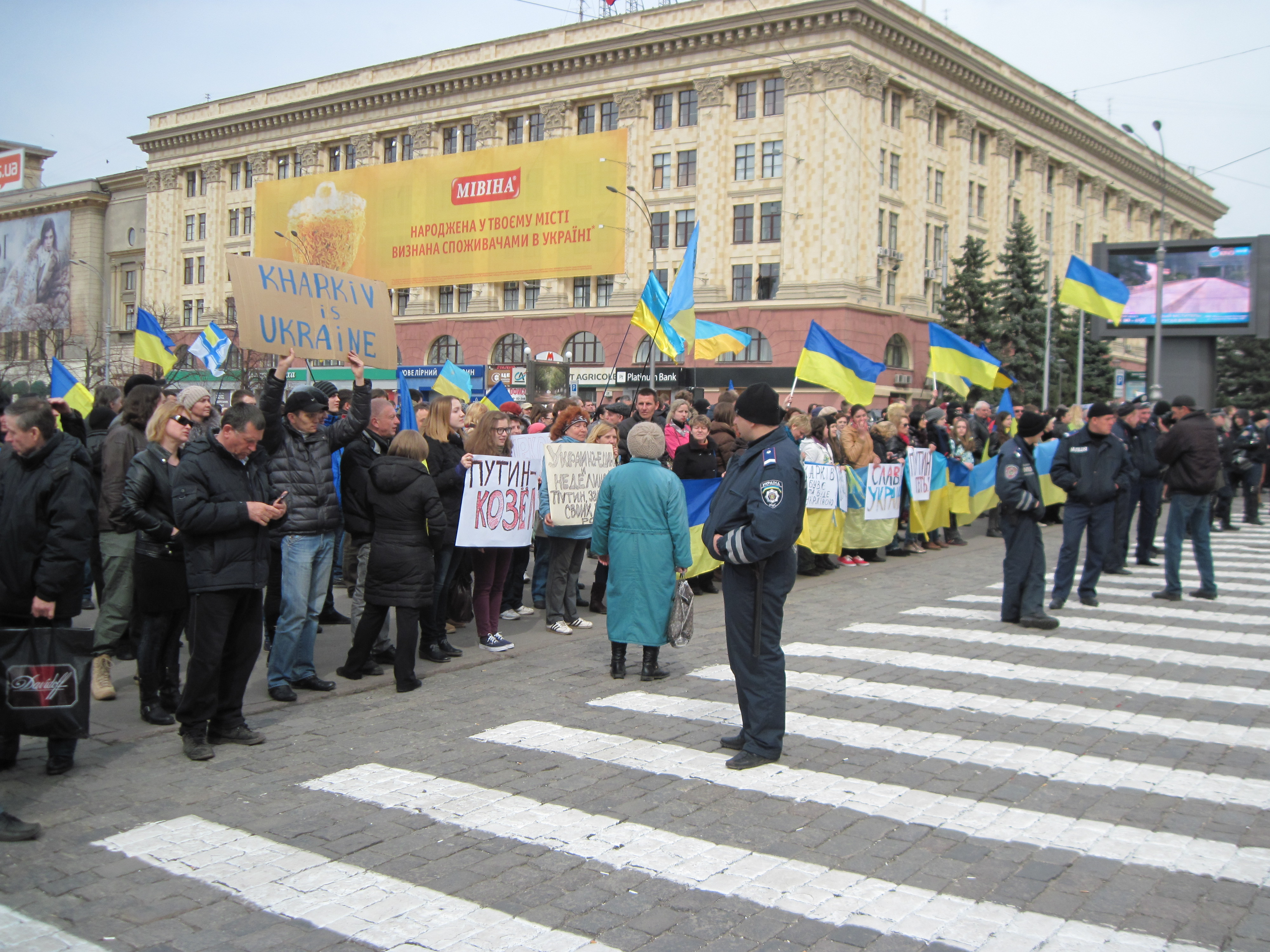
Протест проти захоплення ОДА російськими найманцями і проросійськими силами 7 квітня 2014 року

На проросійському мітингу було оголошено перелік «альтернативних депутатів», які утворили «Раду депутатів харківської територіальної громади», покликану виконувати обов'язки Харківської обласної ради, та оголосили про створення суверенної «Харківської народної республіки». Увечері міліція звільнила від сепаратистів будівлю ОДА, які втім намагалися повернути контроль над установою, почавши палити шини, кидати каміння та стріляти з травматичної зброї. У ЗМІ повідомлялося, що близько 22 години на територію Харківської регіональної передавальної телевежі проникла група осіб, що мали на меті відновити мовлення російських телеканалів, однак, у МВС повідомили, що телевежа знаходиться під контролем правоохоронців.

### Напад на телекомпанію«АТН»
Наступного дня стало відомо, що організатора нападу на телекомпанію було затримано.
10 квітня 2014 року харківські сепаратисти оголосили полювання на людей з символікою США та Великої Британії.
12 квітня 2014 року у Харкові відбулась акція прихильників референдуму та російської мови під пам'ятником Леніну.

### Побиття євромайданівців 13 квітня
13 квітня 2014 року у Харкові відбулась чергова акція проросійських мітингувальників, яка спочатку була нечисленною та спокійною поблизу пам'ятника Леніну. Жінку, яка била євромайданівця, після звершення строку домашнього арешту було випущено на свободу, і вона повернулась на роботу.
Під час побиття активістів Євромайдану у метро акцією командував та знімав її харківський журналіст Андрій Бородавка.
За інформацією ЗМІ, на цю акцію на рейсових автобусах підвозили людей з Бєлгорода, які зупинялись у спальних районах на півночі міста.
15 квітня 2014 року сепаратисти пікетували телеканал ОТБ з вимогою надати їм можливість двічі на тиждень висловлювати свою позицію, оскільки телеканали упереджено, на їх думку, подають інформацію про них.
19 квітня 2014 року проросійські активісти провели акцію на майдані Свободи, протестуючи проти примусу з боку «київської хунти» забути російську мову і відмовитися від свята Перемоги 9 травня.
19 квітня був затриманий один з координаторів сепаратистського руху у Харкові Костянтин Долгов за статтею про умисний підпал. Того ж дня відбувся суд щодо запобіжного заходу до нього, і він був взятий під варту на 2 місяці із можливістю внесення застави у розмірі 600 тис. грн, але адвокат Долгова заявив, що подаватиме апеляцію. 8 травня 2014 року Костянтин Долгов був звільнений із СІЗО після внесення застави у розмірі 365 400 грн., до чого був причетний Олег Царьов. А вже 12 та 13 травня він не прийшов на судове засідання та провів в окупованому Криму прес-конференцію, де заявив про те, що найближчим часом повернеться до Харкова, де має відбутись референдум, подібний до референдумів у Донецькій та Луганській областях.

### Розгін антимайдану 27 квітня на Плеханівській
27 квітня колона антиавтомайдану та антимайдану рушила з майдану Свободи в бік колони ультрас Металісту та Дніпра, де наздогнали їх на вулиці Плеханівській. Проте були розгромлені та втекли.

### Розгін наметового містечка під пам'ятником Леніну
28 квітня вночі силами працівників міліції було ліквідовано наметове містечко сепаратистів.

### Провокації 1 травня

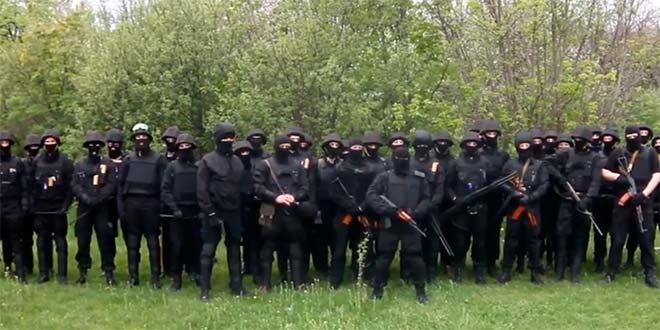
Український партизанський загін «Чорний Корпус» (відомий також як «чорні чоловічки») в лісах під Харковом 1 травня 2014 р.

На 1 травня 2014 року проросійські сили анонсували масову демонстрацію в Харкові, яка мала б стати апогеєм «Російської весни». На противагу цьому проукраїнські сили оголосили проведення «Українського Першотравня». До Харкова з'їхалися «чорні чоловічки» — українські партизани, які готові були силою придушити проросійський виступ. Анонсована проросійськими силами масова демонстрація так і не відбулася.
Єдине на що спромоглися проросійські сили — це провокація із спаленням українського прапора. У результаті обшуку на квартирі дівчини, що спалила Державний Прапор України, було затримано 5 осіб, які зізналися у активній участі у сепаратистських акціях у Харкові, зокрема одного громадянина Росії, який готував масові безлади під час відзначення Дня Перемоги 9 травня.

### Акція 9 травня 2014 року
8 травня 2014 року із СІЗО після внесення грошових застав були звільнені лідери сепаратистського руху у Харкові Юрій Апухтін та Костянтин Долгов, а також ще 3 активних учасники сепаратистських акцій.
9 травня 2014 року близько тисячі проросійських активістів пройшлися від Меморіалу у Лісопарку вулицею Сумською до Майдану Свободи з великим прапором у кольорах георгіївської стрічки, де поклали квіти до пам'ятника Леніну та провели мітинг. На ньому один з лідерів харківських сепаратистів, член координаційної ради руху «Юго-Восток» Юрій Апухтін заявив, що 11 травня 2014 року у Харкові проводитись референдуму, який планувалось проводити у формі опитування на вулицях та площах міста, не буде, оскільки вони не готові до його проведення та розійшлись у формулюваннях питань для референдуму з сепаратистами з Донецька та Луганська.
Того ж дня у Харкові поблизу Меморіалу правоохоронці затримали 10 осіб у бронежилетах та з битами.

### Акції у травні після Дня Перемоги
11 травня на акцію проросійських сил у Харкові зібралось кілька десятків осіб з символікою Радянського союзу та ультралівих організацій «Боротьба» та «Юго-Восток».
18 травня 2014 року під час акції проросійськи налаштованих сил під прапорами Росії, КПУ та «Боротьби» член координаційної ради руху «Юго-Восток» Юрій Апухтін заявив, що у Харкові буде проведений референдум слідом за Донецьком і Луганськом, розкритикував всеукраїнський стіл національної єдності та закликав бойкотувати позачергові вибори Президента України 25 травня 2014 року.
Ввечері 20 травня 2014 року відбулась спроба викрадення активіста об'єднання «Боротьба» Дениса Левіна, що насправді виявилось інсценуванням.
25 травня близько трьох сотень проросійських активістів зібрались біля пам'ятника Леніну з протестом проти виборів Президента України.
26 травня невелика кількість представників проросійських рухів пікетувала консульства РФ, Польщі та Німеччини з вимогою не визнавати вибори.
29 травня біля стін ХОДА кілька десятків представників проросійських організацій провели мітинг «Проти АТО».
Наступного дня було затримано організатора мітингу — Юрія Апухтіна.

### Червень 2014 року
1 червня 2014 року близько сотні представників проросійських рухів під пам'ятником Леніну провели мітинг проти мобілізації та війни.
4 червня 2014 року менше сотні сепаратистів провели мітинг в підтримку сепаратизму на Донбасі під пам'ятником леніну.
Того ж дня кілька десятків жінок під Академією Нацгвардії провели акцію проти мобілізації.
6 червня 2014 року кілька десятків жінок похилого віку мітингували під військовою частиною у Чугуєві проти мобілізації та війни.
7-8 червня 2014 року кілька десятків сепаратистів похилого віку мітингували на майдані Свободи.
11 червня 2014 року кілька десятків сепаратистів біля пам'ятника Леніну провели акцію пам'яті, щодо загиблих сепаратистів у Одесі 2 травня 2014 року.
15 червня 2014 року близько сотні сепаратистів похилого віку провели ходу від пам'ятника Леніну до російського консульства за приєднання Харкова до Росії
17 червня 2014 року проросійські активісти пікетували Завод імені В. О. Малишева, а також встановили кілька агітаційних наметів у різних районах Харкова..
22 червня 2014 року кілька сотень сепаратистів пройшлись вулицею Сумською до пам'ятника Леніну з антидержавними гаслами. Наприкінці мітингу відбулась сутичка між проукраїнськими активістами та міліцією, яка стала на бік сепаратистів та вчинила побиття проукраїнських активістів.
25 червня 2014 року кілька десятків сепаратисток з «Женского движения Харькова» прийшли під будівлю обласного ГУМВС, для того, щоб подякувати за побиття проукраїнських активістів напередодні. https://mykharkov.info/news/xarkovchanki-otblagodarili-milicionerov-za-to-chto-oni-ne-dopustili-povtoreniya-odesskogo-scenariya-v-gorode-video-28826.html
29 червня 2014 року кілька десятків сепаратистів зібрались під пам'ятником Леніну.

### Липень 2014 року
1 липня 2014 року кілька десятків сепаратистів прийшли на заборонений мітинг під стіни ХОДА.
6 липня 2014 року кілька десятків сепаратистів зібрались під пам'ятником Леніну. https://www.segodnya.ua/regions/kharkov/v-harkove-nachalos-veche-evromaydana-a-antimaydan-v-seti-obsuzhdal-provokacii-534406.html
27 липня 2014 року під пам'ятником Леніну зібралось до сотні сепаратистів з мітингом проти української армії.

### Серпень
3 серпня 2014 року біля пам'ятника Леніну зібралось кілька десятків сепаратистів. https://gordonua.com/news/society/v-harkove-odnovremenno-prohodyat-proukrainskiy-i-prorossiyskiy-mitingi--34713.html
9 серпня 2014 року під стінами Харківської міськради зібралось кілька десятків сепаратистів на мітинг в підтримку міського голови Харкова — Геннадія Кернеса. https://atn.ua/obshchestvo/u-hoga-sobralsya-miting-v-podderzhku-kernesa
10 серпня 2014 року два десятки сепаратистів під пам'ятником Леніну провели мітинг.
14 серпня 2014 року під будівлею ХОДА зібралось кілька десятків представників проросійських рухів.
17 серпня 2014 року під пам'ятником Леніну кілька десятків сепаратистів провели мітинг проти українських військових та мобілізації.

### Мітинг 23 серпня
23 серпня біля пам'ятника Воїну-Визволителю біля станції метро 23 серпня відбувся мітинг сепаратистів, який зібрав кілька сотень учасників.

### Вересень 2014
7 вересня 2014 року біля пам'ятника Леніну зібралось кілька десятків сепаратистів та провели мітинг.
18 вересня 2014 року на площі Свободи відбулась акція комуністів проти знесення пам'ятників Леніну в Україні та «За Україну без фашизму», під час якої їх закидали димовими шашками та яйцями харківські ультрас, і комуністи припинили свою акцію. Під час невеликої бійки постраждав міліціонер та чоловік, який хотів припинити бійку.
21 вересня 2014 року на майдані Свободи відбувся малочисельний мітинг проросійських сил. Проукраїнські сили закидали його петардами.
Цього ж вечора біля пам'ятника Леніну проукраїнські сили оточили сепаратистів, після чого сепаратисти були затримані міліцією та відвезені до райвідділку.
24 вересня 2014 року кілька десятків проросійських пенсіонерів пікетували консульства Німеччини та Польщі.
27 вересня 2014 року комуністи та проросійські активісти намагались провести ходу від Дзеркального струменя до майдану Свободи, але міліція зашкодила цьому, зважаючи на судову заборону на проведення цієї акції. Кілька учасників акції, зокрема і першого секретаря Харківського обкому КПУ Аллу Александровську, було затримано. Пізніше на майдані Свободи, куди перемістилися інші учасники акції, відбулась бійка між проросійськими активістами та харківськими ультрас. Наступного дня всіх 23-х затриманих у цих подіях проросійських активістів та активістів КПУ було випущено після складення у райвідділку міліції протоколів про адміністративні порушення.

### 7 листопада 2014 року
Кілька десятків проросійських активістів рушили від офісу КПУ до пам'ятника загиблим під час Жовтневого перевороту.
Вони були заблоковані проукраїнськими активістами, які не дали їм здійснити задумане.
Лідерка мітингу була облита зеленкою. А працівники міліції посадили сепаратистів у тролейбус та відвезли з місця мітингу.

### Мітинг 17 грудня 2014 року
Працівники міліції не допустили проведення проросійського мітингу ГО «Ісход».

### Мітинг проти мобілізації у березні 2015 року
13 березня 2015 року біля Дзержинського районного військомату міста Харкова відбувся мало-чисельний мітинг проти мобілізації, який організували сепаратисти.

### 9 травня 2015 року
Відбулись сутички між проукраїнськими активістами та сепаратистами.

## Терористичні акції сепаратистів у Харкові та області
Серед об'єктів, про які невідомими повідомлялось, що вони заміновані були станції метро «Завод імені Малишева» та «Архітектора Бекетова», будівля Харківської обласної державної адміністрації.
28 липня було підірвано банкомат ПриватБанку.
3 серпня з вогнемету було обстріляно бронетанковий ремонтний завод.
13 серпня невідомими було кинуто коктейль молотова в кінотеатр «Боммер», коли там йшов показ фільму про Євромайдан.
20 серпня було вчинено напад на агітаційний намет політичної партії ВО «Свобода»
23 серпня було вчинено вибух біля залізничної станції «Занки».
8 вересня 2014 року у Харкові пролунав вибух в районі Безлюдівського парку залізничної станції «Основа», внаслідок чого було пошкоджено металічну опору високовольтної лінії електропередачі. Всього було закладено 4 пристрої, 2 з яких спрацювали.
Того ж дня з РПГ було обстріляно військомат.
13 вересня 2014 року горіли цистерни з реактивним паливом на станції «Основа».
17 вересня 2014 року до приміщення військомату в Лозовій було закинуто 2 гранати.
26 вересня 2014 року відбулось два вибухи. Один вибух пошкодив банкомат ПриватБанку. Інший поранив адвоката та проукраїнського діяча Олега Головкова.
20 жовтня 2014 року було обстріляно з гранатомету військову частину на проспекті Фрунзе.
9 листопада 2014 року було вчинено терористичний акт у пабі «Стіна», внаслідок якого постраждало більше 10 осіб.
10 листопада 2014 року було вчинено вибух на залізничній платформі «Есхар» під вантажним поїздом.
17 листопада 2014 року була оприлюднена інформація про затримання диверсійно-розвідувальної групи з 12-ти осіб, в тому числі 2-х її очільників, яка була причетна до вибуху у пабі «Стіна», мосту біля клубу «Британія» та спроб здійснити низку інших терористичних акцій та входила угрупування «Харківські партизани». В учасників групи, що була підготовлена російськими спецслужбами на території Росії, зокрема у Тамбові, були вилучені автомати АК-74 та набої до них, гранати РГД-5 і ВОГ-25, детонатори, засоби встановлення розтяжок, а також 7 протипіхотин мін з маркуванням російського виробництва, що заборонені Оттавською конвенцією 1997 року. Також група мала здійснити 8 листопада терористичний акт проти делегації уряду Нідерландів під час їх відвідин заводу імені В. О. Малишева.
20 листопада відбувся вибух біля підстанції харківського військового госпіталю.
Увечері 21 листопада 2014 року пролунав вибух однієї з цистерн у районі Безлюдівки та залізничної станції «Основа». За попередньою інформацією, залізничне полотно, контактна мережа та цистерн не постраждали, станція «Основа» працює у звичайному режимі, а сам вибух, скоріше за все, є диверсією.
За даними СБУ, теракти здійснили члени терористичного угруповання «Харківські партизани», що складається з низки окремих розвідувально-диверсійних груп без горизонтальних зв'язків. Деякі з них «законсервовані», інші проходять підготовку. Ядро угрупування складають особи у віці 30-45 років різних соціальних прошарків (підприємці, колишні міліціонери, таксисти). Їхня діяльність оплачується.
Станом на листопад 2014 року СБУ встановила близько 70 терористів. Для диверсійної роботи їх вербували як члени терористичної організації, так і спецслужби РФ, які інструктують, навчають, фінансують та озброюють бойовиків.
«Партизанами» було здійснено 20 успішних диверсій. 9 силовикам вдалось запобігти, зокрема на заводі імені Малишева. Правоохоронці затримали 14 підозрюваних, які скоїли теракт у пабі «Стіна».
24 листопада 2014 року у Харкові близько 23:40—23:50 стався вибух біля паркана військової частини А1361, внаслідок чого пошкоджено бетонний паркан військової частини, в якому утворилася діра десь із півметра, а також вибито вікна у п'ятиповерховому житловому будинку навпроти. Під час вибуху ніхто не постраждав. Від вибуху пішов дим, який був вище багатоповерхівок. Відкрито кримінальне провадження за статтею 194 ККУ "Про умисне пошкодження майна".
7 грудня 2014 року диверсант намагався підірвати людей на віче Євромайдану. Його було затримано бійцями «Східного Корпусу» та передано до СБУ.
9 грудня 2014 року було підірвано пам'ятний знак на честь воїнів УПА.
25 грудня 2014 року було підірвано меблевий магазин, який належить відомому волонтеру та проукраїнському активісту.
16 січня 2015 року на залізничній станції Шебелинка було обстріляно з гранатомету цистерну з паливом.
19 січня 2015 року відбувся вибух біля Московського районного суду м. Харкова, де проходив суд, щодо бійця АТО, постраждало понад 10 проукраїнських активістів.
9 лютого 2015 року відбувся вибух в провулку Отакара Яроша.
15 лютого 2015 року відбувся вибух на підстанції залізниці в Чугуєві.
22 лютого 2015 року відбувся теракт біля Палацу Спорту, під час мирної ходи майданівців. Внаслідок теракту загинуло 4 людини, травмовано більше 10.
11 березня 2015 року відбувся вибух на залізничному полотні біля Чугуєва.
30 березня 2015 року відбувся вибух цистерни на залізничній станції «Основа».
31 березня 2015 року відбувся вибух на перегоні коксохімічного заводу.
31 березня 2015 року було підірвано залізничний міст.
1 квітня 2015 року відбувся вибух на залізниці в районі Нової Баварії.
7 квітня 2015 року на проспекті Правди було пошкоджено стелу з прапором вибухівкою.
12 квітня 2015 року було підпалено намет Євромайдану на площі Свободи.
14 квітня 2015 року було спалено автомобіль волонтерів.
23 квітня 2015 року було спалено автомобіль волонтеру на вулиці Героїв Праці.
27 квітня 2015 року було підірвано автомобіль волонтерів.
29 квітня 2015 року було спалено автомобіль волонтеру.
Наприкінці грудня 2015 року була спроба вчинити диверсії на складах боєприпасів у Балаклії.

## Боротьба із проявами сепаратизму з боку української влади
Правоохоронними органами неодноразово викривались факти виготовлення та поширення інформаційної продукції із закликами до повалення конституційного ладу в Україні та створення так званої «Харківської народної республіки». Зокрема, 19 червня було виявлено підпільний цех, де одним з харків'ян виготовлялась символіка проросійських рухів «Харківської народної республіки» та «Юго-Восток», а також в іншого харків'янина вилучено близько 10 тис. примірників агітаційних матеріалів «Новоросія», а також листівки із закликом до створення проросійської «Харківської народної республіки» з обладнанням, на якому вони виготовлялись, символіка проросійських рухів та компоненти для виготовлення «коктейлів Молотова».
30 червня 2014 року стало відомо про затримання на Харківщині групи диверсантів з п'яти осіб, які за наказом одного з ватажків терористів на Донеччині Ігоря Безлера мали здійснити підрив залізничної колії на дільниці Харків — Київ під потягом з артилерійськими боєприпасами. У них було вилучено 0,5 кг тротилу, електродетонатори, елементи живлення, а також ще 1,5 кг тротилу, вогнепальну зброю та боєприпаси при обшуку їхніх помешкань.
За інформацією Голови Харківської ОДА Ігоря Балути з 6 квітня до кінця червня 2014 року на Харківщині затримано 314 проросійських сепаратистів, а лідери руху виявлені та притягнуті до відповідальності.

## Реакція громадськості

### Поширення української атрибутики
У середині червня 2014 року на дамбі Печенізького водосховища активісти з Печеніг та Чугуєва намалювали 15-ти метровий прапор України.
Також активісти боролись з російською та сепаратисьською символікою. Так, наприкінці вересня 2014 року зі щогли над торговельним центром «Барабашово» було знято російський прапор.

### Контрзаходи громадськості проти проросійських рухів
Наприкінці червня 2014 року у Харкові було створено Штаб боротьби з сепаратистами, про що повідомив один з координаторів харківського Євромайдану Ігор Рассоха.
26 вересня 2014 року було розгромлено агітаційний намет КПУ поблизу вокзалу «Харків-Пасажирський» та знищено агітаційну продукцію комуністів. Пізніше відповідальність за цю акцію взяв на себе «Правий сектор», зазначивши, що діяв разом з іншими патріотичними організаціями.
5 жовтня 2014 року харківські патріоти, зокрема, представники «Громадської варти» в одному з гаражів у Харкові виявили БТР, а також склад із символікою та прапорами «Харківської народної республіки».

## Лідери проросійських рухів у Харкові
- Александровська Алла Олександрівна — очільниця місцевого осередку КПУ.
- Апухтін Юрій — один з координаторів руху «Юго-Восток» («Південний схід»).[148]
- Варшавський Володимир — один з народних губернаторів.[149]
- Головачов Спартак — один з координаторів руху «Юго-Восток», один з лідерів штурмовиків.
- Гурьянов Антон — координор руху «Русский восток» («Російський схід»).
- Долгов Костянтин.
- Євген Жилін — голова Оплоту.
- Корнєв Олексій.
- Ігнат Кромськой («Топаз») — один з активних учасників сепаратистських заходів.
- Логвінов Єгор — один з лідерів штурмових загонів.[150]
- Новіков Олег — лідер проросійської організації «Ісход».
- Тищенко Павло Васильович — очільник комуністичного руху «Трудова Харківщина».
- Юдаєв Сергій — стример харківського Антимайдану, один з лідерів руху.[151]